# Годунівка (Шосткинський район)
Годуні́вка — село в Україні, у Глухівській міській громаді Шосткинського району Сумської області.
Населення станом на 2001 рік становило 153 особи. До 2020 року орган місцевого самоврядування — Привільська сільська рада.

## Географія
Розташоване на річці Есмань за 7 км від центру громади міста Глухова та за 1 км від автодороги Київ — Москва М02E101. Вище за течією на відстані в 2 км розташоване село Хотминівка. На річці велика загата - Годунівський ставок.

## Історія
Засновано на території Ніжинського полку Гетьманщини. 
1859 у власницькому селі налічувалось 29 дворів, мешкала 291 особа (145 чоловічої статі та 146 — жіночої), була православна церква.
Станом на 1885 рік у колишньому власницькому селі Глухівської волості Глухівського повіту Чернігівської губернії, мешкало 267 осіб, налічувалось 40 дворових господарств, існувала православна церква та постоялий будинок.
З 1917 — у складі УНР, з квітня 1918 — у складі Української Держави Гетьмана Павла Скоропадського. З 1921 тут панує стабільний окупаційний режим комуністів, якому чинили опір місцеві мешканці.
12 червня 2020 року, відповідно до розпорядження Кабінету Міністрів України № 723-р «Про визначення адміністративних центрів та затвердження територій територіальних громад Сумської області», село увійшло до складу Глухівської міської громади.
19 липня 2020 року, в результаті адміністративно-територіальної реформи та ліквідації Глухівського району, село увійшло до складу новоутвореного Шосткинського району.

## Населення

### Мова
Розподіл населення за рідною мовою за даними перепису 2001 року:
| Мова       | Кількість | Відсоток |
| ---------- | --------- | -------- |
| українська | 139       | 90.85%   |
| російська  | 14        | 9.15%    |
| Усього     | 153       | 100%     |

| 1859 | 1885 | 2001 |
| ---- | ---- | ---- |
| 291  | 267  | 153  |
|      | ▼    | ▼    |

## Відомі люди
- Золотарьов Анатолій Іванович — останній міністр промисловості будівельних матеріалів УРСР, заслужений працівник промисловості України, народний депутат України 2-го скликання.